# Politique africaine
Politique africaine est une revue universitaire, trimestrielle et francophone. Elle publie des articles et des critiques de livres sur des questions d'actualité en politique africaine.

## Historique
Elle a été créée en 1981 par Jean-François Bayart, qui réunit autour de ce projet différents scientifiques (historiens, géographes, anthropologues et politologues), comme Jean Copans. La revue, pluridisciplinaire, s’attache à délimiter de nouveaux domaines d’investigations, s’intéressant aussi, par exemple, à la satire politique, à la chanson ou à la musique, à la littérature, aux questions de minorités sexuelles, etc.. 
Elle se démarque aussi des communications institutionnelles qui ont longtemps dominé en France. Jean-François Bayart explique ses motivations par la nécessité de diffuser des analyses universitaires et scientifiques sur la politique en Afrique, là où « les barbouzes détenaient le monopole de la publication de l’analyse politique sur l’Afrique. L’un d’eux, proche de la cellule Foccart était aussi le communicant de Mobutu et de Kadhafi. Quant aux juristes, qui avaient rédigé les Constitutions des Etats indépendants, ils livraient un regard purement juridique ». 
Pour le sociologue congolais-gabonais Joseph Tonda, « être publié chez Polaf permet de faire connaître ses travaux à l’échelle internationale. Aujourd’hui, je suis lu en Afrique, en France et aux Etats-Unis »..

## Caractéristiques
Cette revue à comité de lecture collabore avec les Éditions Karthala, lancées quelques mois auparavant, qui en assure la publication, et, sur le web, avec Cairn.info,.
La revue est financée par ses abonnés et par des centres de recherche tels que le Centre de recherches internationales, le laboratoire Les Afriques dans le monde  et l’Institut des mondes africains.
Chaque numéro comprend un dossier, portant sur un thème particulier ou sur un pays ou encore sur une aire régionale.